# Herdis Odderskov-Duphorn
Herdis Odderskov-Duphorn, född 3 januari 1877 i Rönde Bregnet sogn i Jylland i Danmark, död 5 februari 1952 i Falkenberg, var en svensk målare. Hon var dotter till sadelmakaren Emil Frederik Pedersen och Margarete Henriette Andersen. Hon var från 1902 gift med den tyska konstnären Hugo Duphorn (1876–1909).   
Odderskov-Duphorn bodde 1902–1907 i Tyskland och flyttade med sin make till Häljared i Gällareds socken i Halland, där maken avled 1909. Hon vistades i Danmark 1915–1923 innan hon 1923 åter bosatte sig i Tyskland. Hon studerade konst för sin man samt under sin andra tysklandsvistelse för grafikern Frans Beck i Hamburg. 1931 bosatte hon sig permanent i Häljared. 
Hon målade främst i olja med motiven landskap, stilleben och porträtt. En minnesutställning visades 1956 i Gällared där även Hugo Duphorns och Leonard Gyllenborgs konst ställdes ut.